# Hypocacculus marginatus
Hypocacculus marginatus är en skalbaggsart som beskrevs av Vienna och Yélamos 1997. Hypocacculus marginatus ingår i släktet Hypocacculus och familjen stumpbaggar. Inga underarter finns listade i Catalogue of Life.